# Мулькамонов, Джифон
Джифон Мулькамонов — советский хозяйственный, государственный и политический деятель.

## Биография
Родился в 1910 году в кишлаке Шипод Вознавского кишлачного совета Рушанского района Таджикской ССР. Член ВКП(б) с 1932 года.
С 1934 года — на хозяйственной, общественной и политической работе. В 1934-1968 гг. — инструктор Дашти-Джумского, Сари-Хосорского райкомов, секретарь Сари-Хосорского, третий секретарь Ишкашимского райкомов КП(б) Таджикистана, председатель Горно-Бадахшанского облисполкома, в республиканской партийной школе при ЦК КП Таджикистана, первый секретарь Шугнанского райкома партии, заведующий административным отделом, инструктор Горно-Бадахшанского обкома КПТ, начальник облуправления колхозстроя ГБАО, председатель Хорогского горисполкома, заведующий облторготделом ГБАО, инструктор по кадрам МСО Фархорского района, междурайонного комбината бытового обслуживания в Хороге.
Избирался депутатом Верховного Совета СССР 2-го и 3-го созывов.